# 拉贾桑西
拉贾桑西（Rajasansi），是印度旁遮普邦Amritsar县的一个城镇。总人口12131（2001年）。

## 人口
该地2001年总人口12131人，其中男性6561人，女性5570人；0—6岁人口1563人，其中男881人，女682人；识字率54.45%，其中男性为57.63%，女性为50.70%。